# آمولیوس
آمولیوس (انگلیسی: Amulius) در اسطوره‌شناسی روم پادشاه آلبا لونگا بود که دستور به زندانی کردن برادرزاده‌اش، رئا سیلویا، داد و فرمود تا فرزندانِ دوقلوی رئا (رموس و رمولوس) را به رود تیبر بیندازند. اما از قضا، ماده گرگی به آن دو نوزاد شیر داد و چوپانی به‌نام فاوستولوس آن دو را به خانه‌اش برد و پروردشان؛ تا اینکه رومولوس بنیان‌گذار روم و نخستین پادشاه آن شد.